# کلاغ سیاه (فیلم ۱۹۱۵)
«کلاغ سیاه» (انگلیسی: The Raven) فیلمی در ژانر زندگینامه‌ای به کارگردانی چارلز برابین است که در سال ۱۹۱۵ منتشر شد. از بازیگران آن می‌توان به هنری بی. والتهال اشاره کرد.